# Гангут (броненосец)
«Гангу́т» — третий балтийский эскадренный броненосец Российского императорского флота, построенный по 20-летней судостроительной программе. Назван в честь Гангутского сражения.
Затонул, возвращаясь с артиллерийских стрельб 12 июня 1897 года от удара о подводную скалу на Транзундском рейде в Выборгском заливе.

## Основные характеристики
Водоизмещение проектное 6592 т, фактическое на испытаниях 7142 т. Длина между перпендикулярами 84,7 м, ширина по ватерлинии 18,9 м, осадка по проекту 6,4 м, фактическая на испытаниях 6,99 м.
Вооружение: одно 305-мм, четыре 229-мм и четыре 152-мм орудия, шесть 47-мм одноствольных, десять 37-мм одноствольных и четыре пятиствольных пушек Гочкиса, четыре 63,5-мм десантные пушки Барановского, шесть 381-мм торпедных аппаратов.
Бронирование (сталежелезная броня): главный пояс 406—305 мм, верхний пояс 127 мм, траверзы 241 и 216 мм, палуба 63,5 мм, барбет 229—203 мм, казематы 203 мм, боевая рубка 152 мм.
Мощность машин проектная 6000 и. л. с. при натуральной тяге, фактическая 5969 и. л. с.; скорость проектная 14 узлов, максимальная на испытаниях 13,89 узла; дальность плавания 10-узловым ходом 2000 миль.

## Общая оценка проекта
И без того не слишком удачный проект был ухудшен не очень хорошим качеством постройки, выразившимся как в перегрузке (которой в те годы, впрочем, не избегал почти ни один корабль любого флота), так и в многочисленных дефектах. Именно конструкторские просчёты вкупе с браком исполнителей и послужили главной причиной гибели корабля, заслужившего у современников едкую характеристику: «Одна мачта, одна труба, одна пушка — одно недоразумение».

## Служба
Ходовые испытания в июле 1893 года были признаны неудовлетворительными: вместо контрактной скорости в 14 узлов корабль показывал среднюю в 13,78 узлов. Летом 1894 года броненосец плавал из Кронштадта в Либаву и обратно, при повторных ходовых испытаниях смог показать 13,89 узлов. Выяснилось также, что при волнении на море корабль сильно зарывается носом и ощутимо неустойчив на курсе. В результате было решено воздержаться от направления корабля в дальние походы. С 15 мая по 14 сентября 1895 г. «Гангут» находился в плавании в Финском заливе и Балтийском море в составе Практической эскадры. В конце года снова встал вопрос о  перегрузке. МТК предложил заменить сталежелезную броню более тонкой и прочной гарвеированной или уменьшить ее толщину механической обработкой. Остановились на замене главного 406-мм пояса 229-, а 203- плит 152-мм. Это позволяло уменьшить нагрузку на 374 т и осадку на 0,3 м, что, однако, полностью не решило проблему. Поэтому предполагалось 305-мм орудие заменить 254-мм, снять 20 сфероконических мин заграждения, а также паровой и гребной катера. Замена 229-мм орудии новыми скорострельными 152-, дававшая еще 150 т выигрыша в массе, была отложена на неопределенное время. Замена брони и орудий не состоялась из-за загруженности заводов заказами для строившихся кораблей.

## Гибель
В сентябре 1896 года в заливе Бьерке-Зунд корабль ударился днищем об подводный камень, получив пробоину. После многих и трудных попыток все же удалось подвести под днище тент и штатный пластырь, но вода продолжала прибывать. Внутри корабля борьба за живучесть велась при свечах. Отверстия в переборках затыкались деревянными пробками и ветошью, на крышки люков по жилой палуое ставились упоры, подкреплялись переборки, воду откачивали ручными помпами и даже ведрами. В 18.00 возобновилась работа части водоотливных средств от вспомогательного котла, но его паропроизводительности не хватало, и к 18.30 осадка возросла на 2 м. Сыграла свою коварную роль и перегрузка: после того как жилая палуба оказалась ниже ватерлинии, вода хлынула из шпигатов, гальюнов, умывальников. Только в 19.00 к аварийному броненосцу подошел миноносец № 108, а затем и другие корабли. К этому времени крен «Гангута» достиг 10°. Командующий эскадрой распорядился отбуксировать его на мелкое место с помощью крейсера 2 ранга «Африка», на бак броненосца уже завели буксир. Однако к этому времени (19.25) возникла угроза опрокидывания корабля при буксировке, что привело бы к гибели сотен людей. В 20.20 стало очевидным, что спасти «Гангут» не удастся. По приказанию С. П. Тыртова началась перевозка людей и наиболее ценных вещей. Со всех кораблей и судов спустили шлюпки. Несмотря на ветер и волнение, спасательные работы шли организованно. В 21.00 спустили вице-адмиральский и кормовой флаги, С. П. Тыртов со штабом отбыл па пароход «Днепр». Через пять минут перестал работать вспомогательный котел и водоотливные средства, оставшиеся члены экипажа покинули борт корабля. Командир обошел еще не затопленные помещения и, убедившись, что на борту больше никого не осталось, последним сел в шлюпку. Через девять минут после её отхода (21.40) «Гангут» стремительно повалился на левый борт и почти сразу же скрылся под водой.